# Rebus sic stantibus
Rebus sic stantibus es una expresión latina que puede traducirse como "estando así las cosas", el cual hace referencia a un principio de Derecho en virtud del cual se entiende que las estipulaciones establecidas en los contratos tienen en cuenta las circunstancias concurrentes en el momento de su celebración, es decir; cualquier alteración sustancial de estas circunstancias puede dar lugar a la modificación de aquellas estipulaciones.
Antiguamente, en el Derecho consuetudinario francés, se incluía expresamente en todos o casi todos los contratos de tracto sucesivo o con prestación diferida en el tiempo. Posteriormente, su inclusión se consideró innecesaria, por entender que estaba implícita, por deducirse de la voluntad de los contratantes: se estimaba que cada contrato contenía una cláusula tácita que, en caso de que cambiasen las circunstancias presentes en el momento de la celebración del mismo, llevaba a la disolución del contrato. De ahí que a veces se diga cláusula rebus sic stantibus, aunque ahora la opinión mayoritaria contempla el principio como una norma objetiva, permitiéndole a la parte contratante perjudicada por el cambio de las circunstancias invocar la disolución del contrato.
Esta frase suele utilizarse como complementaria del brocardo latino pacta sunt servanda (los pactos deben cumplirse) en la forma pacta sunt servanda rebus sic stantibus que significa los pactos deben cumplirse, mientras las cosas sigan así lo que habla de la obligatoriedad de cumplir los pactos (contratos) mientras las circunstancias existentes al momento de la celebración no varíen.

## La doctrinarebus sic stantibusen el Derecho internacional
Hoy día, el principio rebus sic stantibus, en el Derecho internacional se rige por el Art. 62 de la Convención de Viena sobre el Derecho de los Tratados de 1969. Según él, si se produjera un cambio fundamental en las circunstancias preponderantes en el momento de la celebración del tratado y ese cambio conlleva un cambio radical de las obligaciones que en virtud del tratado todavía quedan por cumplir, la parte perjudicada puede alegar el cambio para desvincularse del tratado o suspenderlo.
La Corte Internacional de Justicia considera que el Art. 62 de la Convención de Viena representa el derecho consuetudinario, lo cual significa que el Art. 62 de la Convención también tiene vigor para Estados no partes a la Convención.